# غاري باليستر
غاري أندرو باليستر (بالإنجليزية: Gary Pallister)‏ (مواليد 30 يونيو 1965) هو لاعب كرة قدم إنجليزي سابق.

## مسيرته الكروية
بدأ مع نادي ميدلزبره في عام 1984، ولعب معهم حتى عام 1989، وفي عام 1985 أعير إلى نادي دارلينغتون ثم انتقل في عام 1989 إلى نادي مانشستر يونايتد حيث شهد فترة نجاح كبيرة مع اليونايتد فاز خلالها بجائزة أفضل لاعب في إنجلترا للسنة في موسم 1991–92. في عام 1998 انتقل عائدًا إلى حيث بدأ وهو نادي ميدلزبره حتى عام 2001 ثم اعتزل.
و قد بدأ باللعب مع منتخب إنجلترا لكرة القدم في عام 1988 وحتى عام 1996، وشارك مع المنتخب في 22 مباراة.

## الألقاب

### الأندية
مانشستر يونايتد
- الدوري الإنجليزي الممتاز (4): 1992–93، 1993–94، 1995–96، 1996–97
- كأس الاتحاد الإنجليزي لكرة القدم (3): 1990، 1994، 1996
- كأس رابطة الأندية الإنجليزية المحترفة (1): 1992
- درع الاتحاد الإنجليزي لكرة القدم (5): *1990، 1993، 1994، 1996، 1997 (*مناصفة)
- كأس الكؤوس الأوروبية (1): كأس الكؤوس الأوروبية 1991
- كأس السوبر الأوروبي (1): كأس السوبر الأوروبي 1991

### فردية
- جائزة سير مات بوسبي لأفضل لاعب في السنة: 1989–90
- جائزة أفضل لاعب في إنجلترا للسنة: 1991–92

## روابط خارجية
- غاري باليستر على موقع الاتحاد الدولي (مؤرشف)  (الإنجليزية)
- غاري باليستر على موقع الاتحاد الأوربي (الإنجليزية)
- غاري باليستر على موقع قاعدة بيانات كرة القدم.إي يو (الإنجليزية)
- غاري باليستر على موقع ناشيونال فوتبول تيمز (الإنجليزية)
- غاري باليستر على موقع Soccerbase.com (لاعب) (الإنجليزية)
- غاري باليستر على موقع عالم كرة القدم.نت (الإنجليزية)